# العلاقات اللاوسية المالطية
العلاقات اللاوسية المالطية هي العلاقات الثنائية التي تجمع بين لاوس ومالطا.

## مقارنة بين البلدين
هذه مقارنة عامة ومرجعية للدولتين:
| وجه المقارنة                                              | لاوس        | مالطا                                                     |
| --------------------------------------------------------- | ----------- | --------------------------------------------------------- |
| المساحة (كم2)                                             | 236.80 ألف  | 316                                                       |
| عدد السكان (نسمة)                                         | 6.86 مليون  | 465.29 ألف                                                |
| الكثافة السكانية (ن./كم²)                                 | 28.97       | 147.24 ألف                                                |
| العاصمة                                                   | فيينتيان    | فاليتا                                                    |
| اللغة الرسمية                                             | اللغة اللاو | اللغة المالطية، لغة إنجليزية                              |
| العملة                                                    | كيب لاوي    | يورو، ليرة مالطية                                         |
| الناتج المحلي الإجمالي (بليون دولار)                      | 16.85 مليار | 12.54 مليار                                               |
| الناتج المحلي الإجمالي (تعادل القوة الشرائية) بليون دولار | 38.71 مليار | 14.68 مليار                                               |
| الناتج المحلي الإجمالي الاسمي للفرد دولار أمريكي          | 1.82 ألف    | 22.60 ألف                                                 |
| الناتج المحلي الإجمالي للفرد دولار أمريكي                 |             |                                                           |
| مؤشر التنمية البشرية                                      | 0.575       | 0.839                                                     |
| رمز المكالمات الدولي                                      | +856        | +356                                                      |
| رمز الإنترنت                                              | .la         | .mt                                                       |
| المنطقة الزمنية                                           | ت ع م+07:00 | توقيت وسط أوروبا، ت ع م+01:00، ت ع م+02:00، أوروبا/مالطا ‏ |

## منظمات دولية مشتركة
يشترك البلدان في عضوية مجموعة من المنظمات الدولية، منها:
| علم المنظمة | اسم المنظمة                        | تاريخ انضمام لاوس | تاريخ انضمام مالطا |
| ----------- | ---------------------------------- | ----------------- | ------------------ |
|             | منظمة الشرطة الجنائية الدولية      | ?                 | ?                  |
|             | وكالة ضمان الاستثمار متعدد الأطراف | 5 أبريل 2000      | 12 سبتمبر 1990     |
|             | منظمة حظر الأسلحة الكيميائية       | ?                 | ?                  |
|             | البنك الدولي للإنشاء والتعمير      | 5 يوليو 1961      | 26 سبتمبر 1983     |
|             | يونسكو                             | 9 يوليو 1951      | 10 فبراير 1965     |
|             | مؤسسة التمويل الدولية              | 29 يناير 1992     | 1 يونيو 2005       |
|             | الأمم المتحدة                      | 14 ديسمبر 1955    | 1 ديسمبر 1964      |

## وصلات خارجية
- موقع وزارة الخارجية المالطية